# USS Alaska (SSBN-732)
Pour les autres navires du même nom, voir USS Alaska.
L’USS Alaska (SSBN-732) est un sous-marin nucléaire lanceur d’engins de la classe Ohio de l’United States Navy. Il est en service depuis 1986. Il s’agit du quatrième navire de l’US Navy à être nommé USS Alaska en l'honneur de l'état de l'Alaska.

## Construction et mise en service
Le contrat de construction de l'Alaska fut accordé à la division Electric Boat de General Dynamics à Groton, dans le Connecticut, le 27 février 1978. Sa quille fut posée le 9 mars 1983. Il fut lancé le 12 janvier 1985 et placé dans le service actif le 25 janvier 1986 sous le commandement du capitaine Paul L. Callahan pour l'équipage bleu  et du capitaine Charles J. Chotvacs pour l'équipage or (équivalent rouge).

## Carrière
L'Alaska avait initialement pour port d'attache la base navale de Kitsap dans l'état de Washington. Son actuel port d'attache est situé à la base navale de Kings Bay en Géorgie.
L'Alaska fut récompensé en 2011 et en 2012 de la Battle E (en) pour avoir été le meilleur élément stationné à la base navale de Kings Bay,. En récompense aux équipages bleu et or, il est également récipiendaire du trophée Omaha (en) en qualité de meilleur sous-marin nucléaire lanceur d'engins de toute la flotte en 2011 et en 2012,.